# Alessandro Perrone
Alessandro Maria Perrone (Roma, 14 settembre 1920 – Roma, 1º settembre 1980) è stato un editore, giornalista e cavaliere italiano, regista, imprenditore televisivo, proprietario e direttore del Messaggero dal 1952 al 1974 e del Secolo XIX dal 1973 al 1976; fondatore di RTI Rete Televisiva Italiana (1979).

## Biografia

### Ambiente familiare
Alessandro Perrone nasce in una delle più importanti famiglie dell'industria italiana del ‘900. Suo nonno, Ferdinando Maria Perrone, aveva acquistato l'Ansaldo, la società siderurgica genovese attiva nel settore dei cantieri navali, della componentistica e degli armamenti. Alla sua morte, nel 1908, gli erano succeduti i figli Mario Ferdinando e Pio. Alessandro era figlio terzogenito di Mario Ferdinando. Prima di lui erano nate Isabella e Vittoria.
Nel 1897, per sostenere una politica protezionistica in favore dell'industria italiana, Perrone aveva acquistato lo storico quotidiano genovese Il Secolo XIX; nel 1915, i suoi figli acquistano Il Messaggero.
Al Messaggero, Alessandro Perrone, figlio di Mario, entra giovanissimo. A 18 anni è direttore della pubblicità. Nel frattempo, si dedica con successo all'equitazione e, nel 1940, su Guapo, vince il Concorso ippico internazionale "Piazza di Siena".
Il 31 agosto 1949, a Grasse (Provenza), sposa Nathalie de Noailles, dalla quale ha due figli: Mario (1954) e Carlo (1956).

### Direzione delMessaggero
(Nino Longobardi)
Nel 1952, alla morte di Pio Perrone (proprietario del 50% del giornale), i suoi figli ereditano la sua quota. Il figlio maschio, Ferdinando, è nominato presidente della società editrice del Messaggero. Contemporaneamente, Alessandro Perrone (proprietario dell'altro 50% con le sue sorelle Isabella e Vittoria), assume la guida della testata giornalistica, succedendo nella direzione a Mario Missiroli.
Sotto la direzione di Alessandro il giornale continua ad avere collaboratori autorevoli che ne confermano il prestigio: Luigi Salvatorelli, Pietro Paolo Trompeo, Manara Valgimigli, Amedeo Maiuri, Vincenzo Cardarelli, Aldo Valori, Alfredo Panzini, Giovanni Spadolini, Orio Vergani, Giorgio Bocca. Perrone stesso scrive di proprio pugno gran parte degli articoli di fondo che gli vengono ribattuti a macchina dal suo segretario di redazione.
Nel 1970, Perrone assume Silvano Rizza, già redattore del Giorno e del Corriere di Sicilia e lo mette a capo dei servizi della cronaca di Roma, che diventa la spina dorsale del quotidiano; insieme a Rizza si distinguono Fabrizio Menghini, capo dei servizi giudiziari e Nino Longobardi, arguto commentatore di costume, nella rubrica di terza pagina "Cronache Italiane". Un'altra rubrica "di punta " è Avventure in città, in dialetto romanesco, redatta da Giancarlo Del Re.
Il Messaggero mantiene saldamente la quarta posizione tra i quotidiani nazionali, dopo Corriere, Stampa e Gazzetta del Popolo. Poiché la maggioranza delle copie sono vendute a Roma e nel Lazio, le spese di trasporto risultano ridotte al minimo. Il giornale, inoltre, nella piazza romana, ha una raccolta pubblicitaria senza rivali e mantiene il sostanziale monopolio dei necrologi e dei piccoli annunci commerciali.
Nel 1967, Perrone scrive e dirige il documentario di 95 minuti "Vietnam, guerra senza fronte", prodotto da Dino De Laurentiis. L'anno successivo, alla morte di suo padre Mario, Alessandro Perrone avvia un nuovo corso tecnologico al giornale. Istituisce, primo in Italia, l'Ufficio Grafico, chiamando a dirigerlo due esperti come Piergiorgio Maoloni e Pasquale Prunas.
La nuova impaginazione, il rapporto tra immagini, testi e titoli, rivoluzionano l'aspetto del giornale. Nel 1969 lo sbarco sulla Luna è annunciato con un'unica grande foto e un titolo lapidario: "Luna. Primo passo". Il Messaggero diventa il nuovo modello grafico e fotografico della stampa quotidiana italiana».
Contemporaneamente, il giornale subisce una progressiva, anche se contrastata, modifica della linea editoriale che comporta lo spostamento su posizioni di sinistra.
Nel 1973 Alessandro Perrone assume anche la direzione del Secolo XIX e, sul Messaggero, si schiera apertamente in difesa dei militanti di Potere Operaio, imputati al processo per il rogo di Primavalle, anche perché la figlia del cugino Ferdinando, Diana Perrone, fa parte del gruppo extraparlamentare ed è coinvolta nelle indagini. Nonostante ciò, i rapporti tra i due cugini si deteriorano (Ferdinando non condivide lo spostamento a sinistra della linea politica del giornale) e nasce uno scontro che condurrà alla cessione del quotidiano romano.

### La cessione delMessaggeroe la fine della direzione Perrone
Nel giugno del 1973, il cugino Ferdinando annuncia la cessione all'editore Rusconi della quota del Messaggero di sua proprietà e di quella delle sue sorelle (il 50% esatto delle azioni del giornale). Pochi giorni dopo, Rusconi nomina Luigi Barzini direttore del quotidiano romano, al posto di Alessandro Perrone ma la redazione, il giorno dell'insediamento del nuovo direttore, blocca l'ingresso per non farlo entrare (2 luglio). Il 23 luglio 1973 il pretore di Roma emette una sentenza a favore di Alessandro, giudicando illegittimo il suo licenziamento e lo reintegra ma lo storico direttore resterà in carica soltanto pochi altri mesi.
In occasione del referendum sul divorzio (maggio 1974), Alessandro Perrone conduce la sua principale battaglia politica: i giornali da lui diretti («Messaggero» e «Secolo XIX») si schierano con decisione a favore del mantenimento della legge. Ma, proprio in coincidenza con la vittoria dei “no”, Eugenio Cefis, il presidente della Montedison, annuncia di aver acquistato da Vittoria Perrone (sorella di Alessandro) la sua quota sociale. Questa volta Alessandro è costretto a cedere e l'operazione si conclude con l'acquisto, da parte della Montedison, della maggioranza delle azioni del Messaggero. Secondo Luca Telese, fu la Democrazia Cristiana, sconfitta al referendum, a esercitare pressioni e a indurre Alessandro Perrone alla vendita; secondo Costanzo Costantini, Cefis rilevò il quotidiano per conto di Amintore Fanfani, all'epoca segretario politico della DC; secondo Piero Ottone, la conduzione battagliera del proprietario/direttore aveva fortemente indebitato il giornale. Cefis racconterà in un'intervista a Enzo Biagi di avere acquistato il quotidiano romano "per fare un piacere a Fanfani e a De Martino".
Il 28 maggio 1974, dopo ventidue anni, Alessandro Perrone lascia la direzione del Messaggero.

### Ultimi anni
Ceduto Il Messaggero, Perrone mantiene il controllo dell'assetto proprietario del Secolo XIX e, sino al 1976, la direzione del quotidiano genovese. L'anno successivo, la società editrice del giornale fonda Tivuesse Telesecolo, un'emittente locale che trasmetterà sino al 1984.
Nel 1979, insieme al figlio Carlo, Perrone fonda RTI Rete Televisiva Italiana, poi divenuta Rete 4.
Muore a Roma l'anno dopo, a soli 59 anni. Roma gli ha dedicato una via nel quartiere Trigoria e, dal 1993, in suo onore, all'ippodromo delle Capannelle, si disputa il Premio Alessandro Perrone, per femmine di due anni sulla distanza di 1.100 metri.